# 2013年3月逝世人物列表
2013年逝世人物列表：1月 - 2月 - 3月 - 4月 - 5月 - 6月 - 7月 - 8月 - 9月 - 10月 - 11月 - 12月
2013年3月逝世人物列表，是用于汇总2013年3月期间逝世人物的列表。

## 依日期排序

### 1日
- 糯康，43岁，緬甸籍金三角毒枭，2011年金三角中国船员遇袭案主犯，被执行注射死刑。[1]
- 桑康·乍薩，61岁，湄公河慘案指揮者。
- 依萊，55岁，湄公河慘案實施者。
- 扎西卡，27岁，湄公河慘案實施者。
- 王海劍，27岁，2011年武漢洪山区“12‧1”中国建设银行爆炸案主犯，被執行死刑。[2][3]
- 拉里·E·格雷納，79歲，美國經濟學家，知名於組織成長階段模型（Greiner's growth model）。

### 2日
- 林亞孫，77歲，臺灣鹽博物館規劃人，病逝。[4]
- 汉斯·施尼特格尔（德語：Hans Schnitger），97岁，荷兰曲棍球运动员，曾参加1936年夏季奥林匹克运动会并获得铜牌。[5]
- 乔治·科洛屈塔斯（希臘語：Γεώργιος Κολοκυθάς），68岁，希腊职业篮球运动员，死於心脏病。[6]

### 3日
- 宋汶霏，27歲，中國女演員，死於子宫癌。[7]
- 路易斯·库维利亚（西班牙語：Luis Cubilla），72岁，乌拉圭足球运动员、教练员，死於胃癌。[8]

### 4日
- 王珍妮（本名王珍黎），63歲，台灣爵士樂歌手，肝癌病逝。[9]
- 热罗姆·萨瓦里（法語：Jérôme Savary），70岁，阿根廷裔法国人，舞台剧导演，死於癌症。[10]
- 鄭益龍， 34歲，廣州市武警支隊船艇大隊副政治教導員，救人時溺水身亡。[11]

### 5日
- 乌戈·拉斐尔·查韦斯·弗里亚斯（西班牙語：Hugo Rafael Chávez Frías），58歲，第52任委内瑞拉总统，癌症病逝。[12][13][14]
- 许皓博，长春周喜军盗车弑婴案被害人，出生后两个多月离世，尚不满周岁。[15]
- 納谷悟朗（日語：納谷 悟朗），83歲，日本聲優兼演員，死於慢性呼吸衰竭。[16]

### 6日
- 錢聖武，57歲，民進黨高雄市議員，癌症病逝。自由電子報
- 邵占维，57歲，十二届全国人大代表，中共杭州市委副书记、市长，心脏病病逝。[17]
- 扎比内·比朔夫（德語：Sabine Bischoff），55岁，德国女子击剑选手，曾获1984年夏季奥林匹克运动会花剑团体金牌。[18]
- 阿尔文·李（英語：Alvin Lee），68岁，英国吉他手、歌手，蓝调摇滚乐队Ten Years After的核心成员，手术意外引起并发症。[19]

### 7日
- 达米亚诺·达米亚尼（義大利語：Damiano Damiani），91岁，意大利电影导演，呼吸衰竭病逝。[20]
- 約翰拜恩（John Byrne），80岁，巴郡旗下汽車保險公司Geico集團前行政總裁。[21]
- 扬·斯瓦特克莱斯（荷蘭語：Jan Zwartkruis），87岁，荷兰国家足球队教练。[22]
- 彼得·班克斯（英語：Peter Banks），65岁，英国吉他手，前卫摇滚乐队Yes的创始成员，心肌梗塞。[23]

### 8日
- 埃瓦爾德-海因里希·馮·克萊斯特-舒曼森（德語：Ewald-Heinrich von Kleist-Schmenzin），90岁，1944年刺杀阿道夫·希特勒行动7月20日密谋案参与人，也是所有生还者中最后一位离世人。[24]
- 哈特穆特·布里泽尼克（德語：Hartmut Briesenick），63岁，东德铅球运动员，曾获得1972年慕尼黑奥运会铜牌。[25]

### 9日
- 马克斯·雅各布森（英語：Max Jakobson），89岁，芬兰外交官、记者，1971年曾作为候选人竞选联合国秘书长。[26]
- 唐吉兹·阿米热吉比，85岁，格鲁吉亚钢琴家。[27]

### 10日
- 山口昌男（日語：山口昌男），81歲，日本文化人類學者，死於肺炎。[28]
- 莉莲·梅·戴维斯（瑞典語：Lilian May Davies，莉莲王妃（Prinsessan Lilian）、哈兰公爵夫人），97岁，瑞典王室成员，已故瑞典王子、哈兰公爵贝蒂尔亲王的妻子，现任瑞典国王卡尔十六世·古斯塔夫的婶婶。[29]
- 邱勝安，73歲，台灣新生報前社長。[30]
- 瀧下毅（日語：滝下毅），37岁，日本配音員，代表作是真·三國無雙系列的司馬懿，回家途中因為墜落事故而去世。[31]

### 11日
- 鲍里斯·瓦西里耶夫（俄語：Борис Львович Васильев），88岁，苏联作家，其代表作《这里的黎明静悄悄》曾在1972年被改编成同名电影。[32]
- 拉姆·辛格（英語：Ram Singh），33岁，2012年德里輪姦案五名犯罪嫌疑人之一，在监狱羁押等待审判阶段，自缢。[33]
- 郑振环，71岁，中国剧作家、电影艺术家、中国人民解放军八一电影制片厂原厂长，死於肺癌。[34]
- 周維貴，96歲，正師職離休干部、榆林軍分區原副參謀長。病逝。 [35]
- 李锴，43岁，中国金融人物，博时基金（国际）有限公司行政总裁。[36]

### 12日
- 克莱夫·伯尔（英語：Clive Burr），56岁，英国鼓手，1979年至1982年重金属音乐乐队铁娘子乐团成员。[37]
- 莫文祥，90岁，中华人民共和国政治人物，曾任航天工业部部长。[38]
- 拉敏·索朗伦珠，79岁，藏族人，中华人民共和国政治人物，曾任全国政协常委。[39]

### 13日
- 江毅（原名鄧兆移），77歲，香港資深影視演員，死於肺癌。[40]

### 14日
- 英薩利，87歲，曾任政權副總理及外長。病逝.[41]
- 颜碧君，90岁，中国女化妆师、造型师、演员，多次获金鸡奖最佳化妆奖。[42]
- 米里亚·希耶塔梅斯（芬蘭語：Mirja Kyllikki Hietamies-Eteläpää），82岁，芬兰越野滑雪运动员，奥运会冠军。[43]

### 15日
- 钱仁康，99岁，中国音乐学家，上海音乐学院教授。[44]
- 張懷顏，88岁，天主教宏仁女中創校校長，聖名伯多祿，死於肺炎引發急性呼吸衰竭。[45]
- 李應才（韓語：이응재），38歲，韓國男演員，曾演出電影《韓流怪嚇》，腦中風出血病逝。 [46]
- 亚迭尔·佩德罗索（西班牙語：Yadier Pedroso），26歲，古巴棒球投手，參加2013年世界棒球經典賽後，在古巴車禍身亡。[47]
- 费利佩·泽特（西班牙語：Felipe Zetter），89岁，墨西哥足球运动员，曾参加1950年世界杯足球赛。[48]
- 張暉，享年36歲，中國傑出的青年學者。研究領域涉及中國文學批評史、明清文學史、詞學。[49]

### 16日
- 玛丽娜·索洛德金（希伯來語：מרינה סולודקין），60岁，以色列女性政治人物，1996年至2013年长期任以色列国会议员，中风。[50]

### 17日
- 徐風（本名徐健勝），68歲，台灣電視節目與秀場主持人，以主持中視綜藝節目《黃金拍檔》而聞名，因癌症病逝。[51]
- 湯銘新，86歲，中華奧會前任秘書長，病逝於美國洛杉磯家中。[52]
- 彭熾輝，49歲，香港人、浩輝集團董事長兼總經理，君臨天下雙屍案死者之一。[53]
- 黃淑勤，47歲，香港人、君臨天下雙屍案死者之一。[53]

### 18日
- 穆罕默德·马哈茂德·阿拉姆，77岁，巴基斯坦空军将军、王牌飞行员。[54]
- 吴仁宝，84岁，原中共江苏省江阴市华西村党委书记，死於肺癌。[55]
- 許佩（原名許一），90歲，香港歌唱老師[56]

### 19日
- 霍尔格·尤尔·汉森（丹麥語：Holger Juul Hansen），88岁，丹麦知名演员，曾出演过大量丹麦电影和电视剧角色。[57]
- 哈里·里姆斯（英語：Harry Reems），65岁，美国色情演员，电影《深喉》男主角。[58]

### 20日
- 齐勒·拉赫曼，84岁，孟加拉国总统。[59]
- 斯特凡诺·西蒙切利（義大利語：Stefano Simoncelli），66岁，意大利击剑运动员，曾获得1976年夏季奥林匹克运动会男子花剑团体亚军。[60]
- 邱盧素蘭，72歲，台灣素人生態攝影師，曾完成台灣三百種常見的野鳥圖鑑，並獲Keep walking 夢想資助計畫。[61]
- 詹姆斯·赫伯特（英語：James Herbert），69岁，英国畅销恐怖小说、惊悚小说作家。[62]

### 21日
- 彼得罗·保罗·门内亚（義大利語：Pietro Paolo Mennea），60岁，意大利短跑运动员，1980年莫斯科奥运会男子200米冠军，短跑前世界纪录保持者。[63]
- 阿尼瓦尔·帕斯（西班牙語：Aníbal Paz），95岁，乌拉圭足球门将，1950年乌拉圭第二次夺取世界杯冠军球队成员。[64]
- 全沾蓉，28歲，江蘇省蘇州市消防支隊特勤第二中隊中隊長助理，在百瑞美特殊材料公司工廠救火時，不慎滑落廠房南側2米深的貯水槽中身亡。[65]
- 陈卓，88岁，中华人民共和国政治人物，曾任司法部副部长。[66][67]

### 22日
- 钦努阿·阿契贝（英語：Chinua Achebe），82岁，尼日利亚小说家、诗人和评论家，非洲文学的代表人物。[68]
- 譚志成，79歲，香港水墨畫家，1988年至1993年出任香港藝術館首任總館長。[69]
- 拜博·巴尔德斯（西班牙語：Bebo Valdés），94岁，非洲裔古巴人，世界知名钢琴家。[70]

### 23日
- 林仙保，77歲，臺灣政治人物，曾任高雄縣議員、臺灣省議會議員。前立法委員、前行政院秘書長林益世的父親。[71]
- 鲍里斯·阿布拉莫维奇·别列佐夫斯基（俄語：Бори́с Абра́мович Березо́вский），67岁，俄罗斯富豪，流亡英国。[72]

### 25日
- 鄧紹基，80歲，中國文學史研究者，主编或参与主編的著作有《中华文学通史》、《中国文学通史系列》、《中华文学通典》和《中国大百科全书》文学卷。[73]

### 26日
- 汤姆·博尔温克尔（英語：Tom Boerwinkle），67岁，美国NBA篮球运动员，芝加哥公牛队中锋。[74]
- 唐·佩恩（英語：Don Payne，48岁，美国情景喜剧《辛普森一家》编剧，死於骨癌。[75]

### 27日
- 亚尔马·安德森，90岁，挪威速度滑冰运动员，三枚奥运会金牌得主。[76]
- 坂口良子，57岁，日本女演员，曾出演《前略妈妈》、《池中玄太80公斤》等作品。[77]
- 陸立才，56歲，江蘇省常州市公安局監管支隊副政治委員，肝癌。[78]
- 徐元森，87岁，中国工程院院士、冶金和微电子学家。[79]

### 28日
- 石宗源，66岁，中华人民共和国政治人物，曾任新闻出版总署署长。[80]
- 索拉娅·希门尼斯（西班牙語：Soraya Jiménez），35岁，墨西哥女子举重运动员，悉尼奥运会冠军，心肌梗死。[81]
- 李查·葛瑞夫斯（英語：Richard Griffiths），65歲，英國男演員，在電影《哈利波特》出飾姨丈威農·德思禮（Uncle Vernon Dursley）一角，死於心臟手術併發症。[82][83]

### 29日
- 刘康，52岁，中国足球运动员和教练员，死於肺癌。[84]
- 杜岚，101岁，澳门教育工作者、濠江中学名誉校长。[85]
- 金秀珍（김수진），37歲，韓國演員，曾參演電視劇《順風婦產科》，自殺身亡。[86]

### 30日
- 菲尔·雷蒙，79岁，美国作曲家、小提琴演奏家、混音师、音乐制作人，录音室A&R Recording联合创始人，曾33次获得提名，13次获奖，肺炎。[87]
- 朱预，86岁，中国医学家，曾任北京协和医院院长、第八届全国人大代表。[88][89]

### 31日
- 里坡，84岁，中国影视演员、配音演员。曾饰演过《三国演义》中的董卓等角色，并曾为《西游记》中的猪八戒等角色配音。[90]
- 龙尼·雷·史密斯（英語：Ronnie Ray Smith，64岁，美国男子短跑运动员，1968年墨西哥城奥运会4×100米接力冠军。[91]
- 長石多可男，68歲，日本電影導演，曾執導《假面騎士》系列特攝電影。巴哈姆特（页面存档备份，存于）
- 赵长天，66岁，中國作家、《萌芽》杂志主编，新概念作文大赛创办人。因白血病于上海瑞金医院去世.[92]

### 日期不詳
- 李龍文，曾任中華民國民用航空局局長、台中港務局局長。中國時報